# Cessna Citation III
Die Citation III ist ein zweistrahliges Geschäftsreiseflugzeug des amerikanischen Herstellers Cessna, das zur Flugzeugfamilie Citation gehört. Die Citation IV, VI und VII sind Nachfolgemodelle, wobei die Citation IV ein Projekt blieb und nie verwirklicht wurde.

## Geschichte und Entwicklung
Im Jahr 1978 begann Cessna mit der Entwicklung eines neuen Projekts, das nicht auf den existierenden Modellen Citation I und Citation II basieren sollte. Für das neue Modell wurden ein neuer Rumpf (später auch bei der Citation X verwendet), neue Flügel mit 25°-Pfeilung und ein T-Leitwerk konstruiert. Der Prototyp der Citation III flog am 30. Mai 1979 zum ersten Mal, wurde allerdings überarbeitet. Die überarbeitete Version absolvierte ihren Erstflug am 2. Mai 1980 und bekam am 30. April 1982 die Zulassung durch die FAA. Ein Jahr später folgte die erste Auslieferung. Bis 1992 wurden insgesamt 202 Cessna Citation III gebaut und ausgeliefert.
Die Citation IV war von Cessna ursprünglich als Ersatz für die Citation III angedacht und sollte sich durch eine größere Tankkapazität, eine daraus resultierende größere Reichweite und eine kürzere Startstrecke auszeichnen. Die Entwicklung begann 1989, wurde jedoch noch im selben Jahr wieder eingestellt.
Stattdessen brachte Cessna zwei neue Versionen auf den Markt:
- Die Cessna Citation VI erwies sich allerdings als Flop. Gerade einmal 39 Stück wurden gebaut, bis die Produktion im Mai 1995 eingestellt wurde. Den Erstflug absolvierte der Prototyp 1991, die Markteinführung folgte ein Jahr später. Die Variante sollte sich durch geringere Anschaffungs- und Betriebskosten sowie eine verbesserte Avionik auszeichnen, war dafür aber nur mit einer einzigen Interieur-Variante erhältlich, was den Misserfolg verursachte.

- Die Cessna Citation VII flog am 2. Februar 1991 das erste Mal und wurde ein Jahr später zugelassen und das erste Mal ausgeliefert. Bei diesem Modell löste Cessna das bisher herrschende Problem von Starts und Landungen bei heißem Wetter auf Grund der Dichtehöhe durch überarbeitete Triebwerke. Im Gegensatz zur Citation VI fand die VII positiven Anklang und wurde bis 2000 119 Mal verkauft.

Nachfolger war die Cessna Citation Excel, bei der der Rumpf vollständig übernommen wurde.

## Technische Daten

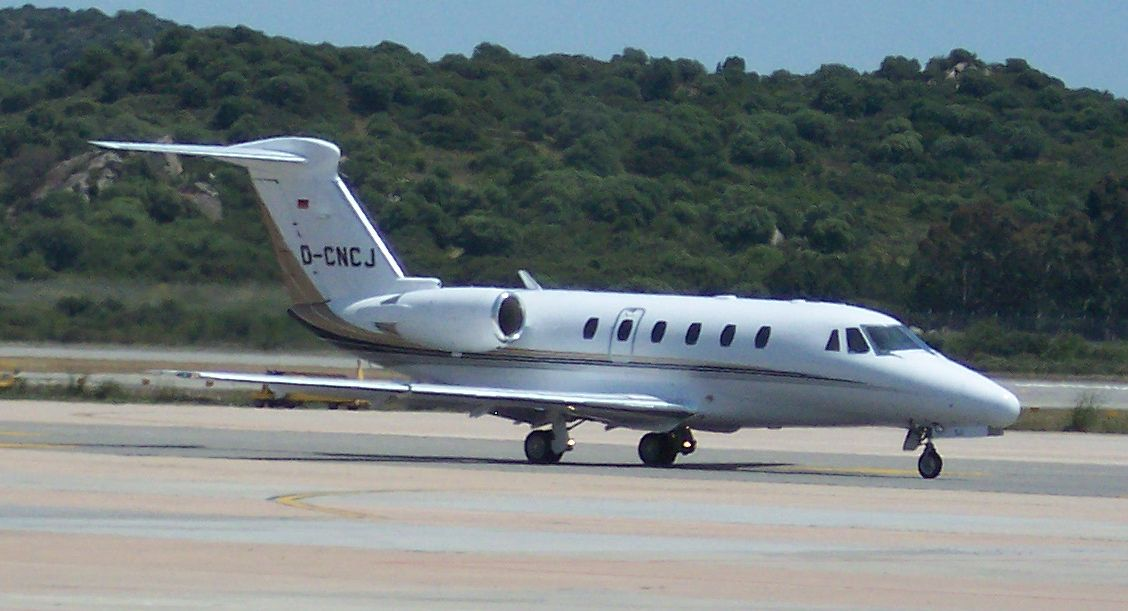

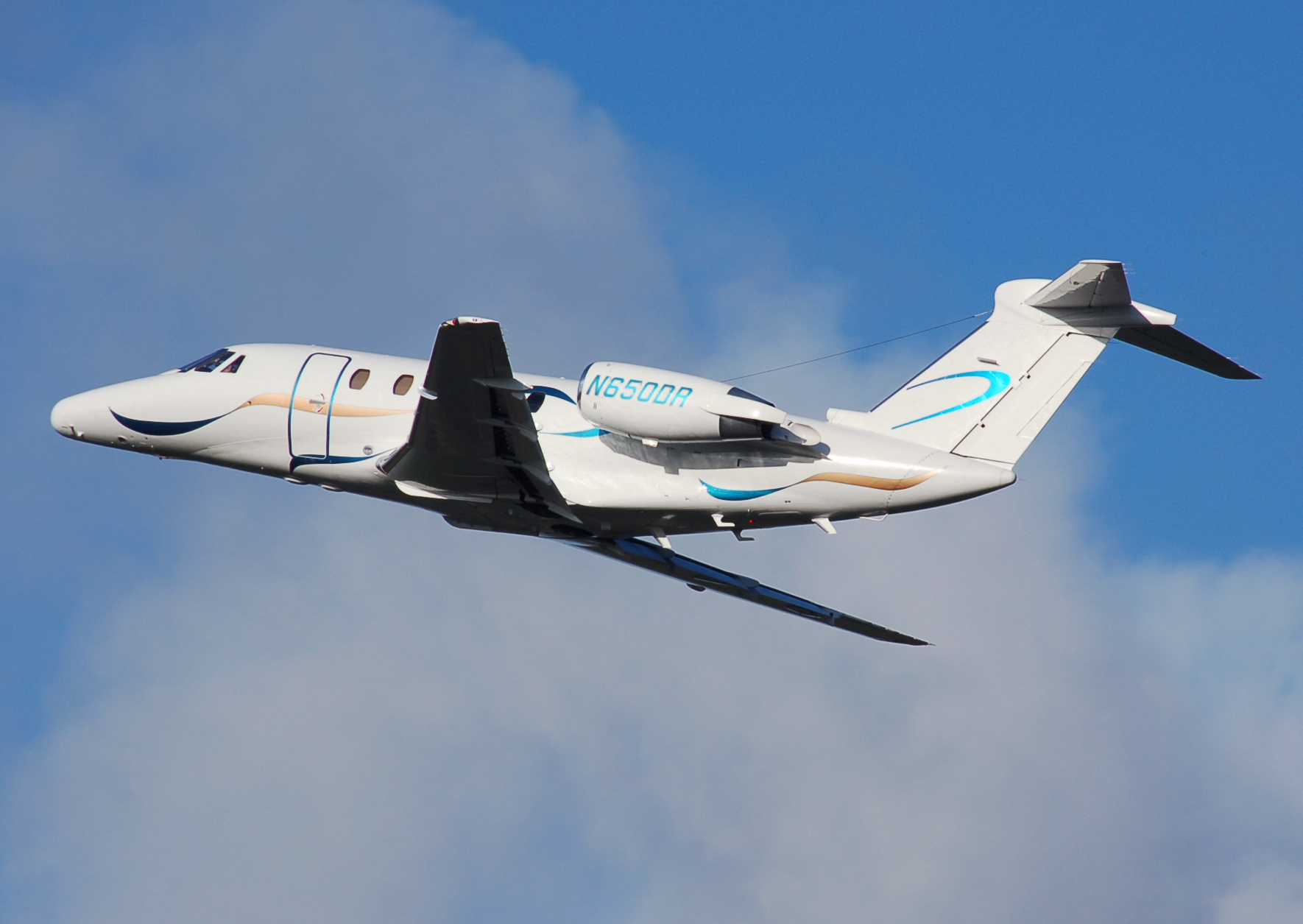

|                           | Citation III         | Citation VI          | Citation VII         |
| ------------------------- | -------------------- | -------------------- | -------------------- |
| Allgemeine Angaben        |                      |                      |                      |
| Passagiere                | 7–9                  | 7–9                  | 7–9                  |
| Besatzung                 | 2                    | 2                    | 2                    |
| Triebwerke                | 2 × Honeywell TFE731 | 2 × Honeywell TFE731 | 2 × Honeywell TFE731 |
| Abmessungen               |                      |                      |                      |
| Länge                     | 16,9 m               | 16,9 m               | 16,9 m               |
| Spannweite                | 16,31 m              | 16,31 m              | 16,31 m              |
| Höhe                      | 5,12 m               | 5,12 m               | 5,12 m               |
| Massenangaben             |                      |                      |                      |
| Leermasse                 | 5337 kg              | 5337 kg              | 5316 kg              |
| Max. Startmasse           | 9980 kg              | 9980 kg              | 10.183 kg            |
| Leistungsangaben          |                      |                      |                      |
| Max. Reisegeschwindigkeit | 874 km/h             | 874 km/h             | 881 km/h             |
| Max. Reichweite           | 4348 km              | 4348 km              | 4110 km              |
| Dienstgipfelhöhe          | 51.000 ft            | 51.000 ft            | 51.000 ft            |
| Schub                     | 16,2 kN (3650 lbs)   | 16,2 kN (3650 lbs)   | 18,2 kN (4080 lbs)   |